# Tillandsia montana
Tillandsia montana là một loài thuộc chi Tillandsia. Đây là loài đặc hữu của Brasil.